# Isabella Noble
Isabella Noble es una periodista bilingüe especializada en viaje. Ha escrito artículos para Lonely Planet, The Telegraph, Condé Nast Traveller or The Guardian.

## Vida
Isabella Noble es británica-australiana y ha crecido en un pueblo blanco en Andalucía. Viaja desde que tiene un año. Vivía en Andalucía, Melbourne, Barcelona y Londres. Fue al IES El Almijar, en Málaga, España, a la Sotogrande International School en Cádiz, España e hizo su Bachelor of Arts en Lengua y Literatura Inglesa al King's College de Londres.
Trabaja como periodista de viaje para Lonely Planet desde 2013 y además para the Telegraph, Ink, Condé Nast Traveller, the Guardian, British Airways High Life, GeoPlaneta. También trabaja como sub-editora, redactora y traductora.

## Obra
La periodista trabaja para medios impresos y digitales y es escritora de guías de viaje.

### Guías de viaje
- Guía "Andalucía" de Lonely Planet (coautora).[8]
- '"Lo mejor de Cádiz 1" de Lonely Planet.[9]
- '"Lanzarote De cerca"[10]

### Artículos
Isabella Noble ha escrito muchos artículos en varios periódicos.
- Noble, Isabella (10 de octubre de 2021). «Go slow in Andalucía's secret sierra». The Telegraph (en inglés británico). ISSN 0307-1235. Consultado el 21 de marzo de 2022.
- «Sierra de las Nieves: This mountain wonderland is Spain's newest national park». Lonely Planet (en inglés). Consultado el 21 de marzo de 2022.
- Nast, Condé (17 de mayo de 2021). «Puente Romano, Marbella (The Best Family Holidays 2021)». CN Traveller (en inglés británico). Consultado el 21 de marzo de 2022.